# هیتی‌ها

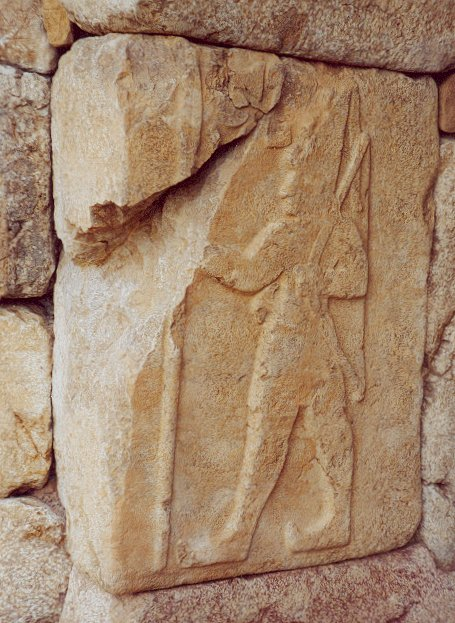
نقش برجسته سوپیلولیوماس دوم، آخرین پادشاه هیتی‌ها

هیتی‌ها قومی هندواروپایی باستانی بودند که یک پادشاهی را در اطراف شهر خاتوشا (بوغاز قلعه کنونی در شمال مرکزی ترکیه) تأسیس کردند. هیتی‌ها از نخستین گروه‌هایی بودند که از سرزمین اصلی هندواروپاییان هجرت کردند و به زبان هندواروپایی صحبت می‌کردند. امپراتوری هیتی‌ها در بیشتر دوره هزاره دوم قبل از میلاد دوام آورد. منشا هیتی‌ها احتمالا فراتر از دریای سیاه و در اروپا بوده است.
هیتی‌ها به زبان هیتی که از شاخهٔ آناتولی خانوادهٔ هندواروپایی صحبت می‌کردند و کشوری پادشاهی در آناتولی (ترکیه امروزی) و میان‌رودان شمالی و سوریه تأسیس کردند و پایتخت آن‌ها شهر خاتوشا (۱۱۸۰ تا ۳۰۰۰۰ پ. م) بود.
پادشاهی هیتی‌ها که در اوج خود آناتولی مرکزی، شمال غربی سوریه تا اوگاریت و میان‌رودان تا بابل را در بر می‌گرفت، بین سال‌های ۱۷۰۰ تا ۱۲۰۰ قبل از میلاد وجود داشت و در حدود ۱۲۰۰ قبل از میلاد به پایان رسید. در آن زمان تمام شرق مدیترانه در آشفتگی شدید بود. از آنجایی که بسیاری از شهرها در آتش سوختند، به آن فاجعه آتش می‌گویند. در عصر آهن پس از آن، امپراتوری هیتی‌ها به چندین شهر- دولت مستقل تجزیه شد که برخی از آنها تا حدود ۷۰۰ سال پیش از میلاد وجود داشتند.
پادشاهی هیتی، یا حداقل منطقه اصلی آن، در زبان هیتی به عنوان سرزمین هاتی شناخته می‌شد. با این حال، هیتی‌ها را نباید با حتیان اشتباه گرفت. حتیان ساکنان غیر هندواروپایی این منطقه بودند که پیش از ورود هیتی‌های هندواروپایی به آناتولی، از هزاره دوم قبل از میلاد، در همان‌جا سکونت داشتند. زبان حتیان، حتی نامیده می‌شود. علاوه بر این، هیتی‌هایی که در انجیل از آن‌ها نام برده شده‌است، احتمالاً مردمانی بودند که امروزه نوهیتی‌ها نامیده می‌شوند. نوهیتی‌ها گروه‌هایی بودند که پس از فروپاشی پادشاهی هیتی در آناتولی از ۱۲۰۰ قبل از میلاد کنترل سوریه را در دست گرفتند. آنها با پیشینیان خود اشتراکات کمی داشتند و به زبان لووی صحبت می‌کردند.

## کشف باستان‌شناسی

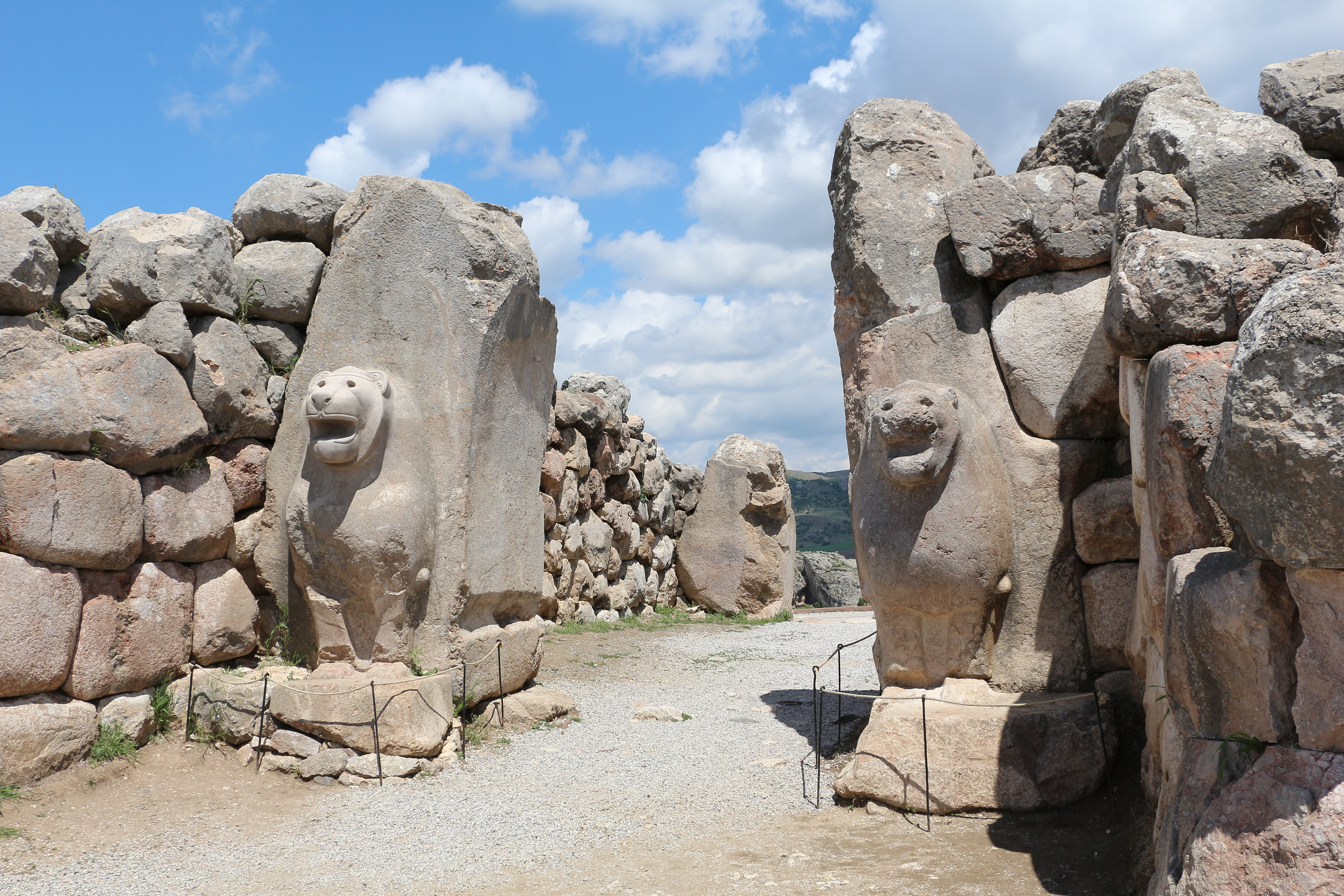
ویرانه‌های خاتوسا (دروازه شیر) در نزدیکی بغازکوی، ترکیه

اولین شواهد باستان‌شناسی مربوط به هیتی‌ها در لوح‌های گلی یافت شده ازجمله در شهر آشوری کول‌تپه (کارم کانش سابق) که حاوی توصیفات دادوستد بین بازرگانان آشوری و سرزمین حتی بود. برخی از اسامی در الواح نه حتی و نه آشوری، بلکه مشخصاً هند و اروپایی هستند.
در اوایل سال ۱۸۱۲، بورکارت جهانگرد در کتاب خود به نام «سفر به شام» در مورد یک سنگ بازالت در گوشه ای از بازار در حمات گزارش داد که دارای چهره‌ها و شخصیت‌های عجیب و غریب، شبیه هیروگلیف، اما متفاوت از سنگ‌های مصری بودند. با این حال، تا سال ۱۸۷۲ طول کشید تا مبلغ مذهبی، ویلیام رایت، موفق شود یک رونوشت از این سنگ‌نگاره تهیه کند. ای.اچ. سایس در سال ۱۸۷۶ هجری قمری، «خِتا» را که در منابع مصری از آن‌ها یاد شده بود با حتی‌ها از منابع آشوری برابر دانست و کتیبه‌های حمات را به آن‌ها و به قومی که در انجیل هیتی‌ها نام دارد نسبت داد. در سال ۱۸۸۷، حفاری در تل عمارنه در مصر مکاتبات دیپلماتیک بین فرعون آمنهوتپ سوم و پسرش آخناتون را آشکار کرد. دو نامه مربوط به پادشاهی ختا بود که ظاهراً به همان منطقه‌ای اشاره دارد که در آثار میان‌رودان آن را حتی می‌نامیدند. این نامه‌ها به خط میخی استاندارد اکدی، اما به زبانی ناشناخته نوشته شده‌است. دانشمندان موفق به خواندن این نامه‌ها شدند اما ارتباط آن با تمدن هیتی آناتولی را در آن زمان درک نکردند..
در طی کاوش‌های پراکنده در بغازکوی (خاتوشا) از سال ۱۹۰۵، باستان‌شناس هوگو وینکلر یک بایگانی سلطنتی حاوی ۱۰۰۰۰ لوح را یافت که با خط میخی اکدی و همان زبان ناشناخته حروف مصری نامه‌های ختا نوشته شده بود - بنابراین هویت این نام‌ها را تأیید می‌کرد. او همچنین ثابت کرد که ویرانه‌های بغازکوی بقایای یک امپراتوری قدرتمند باستانی است که در یک مقطع تمام شمال سوریه را تحت کنترل داشت.

## جغرافیا

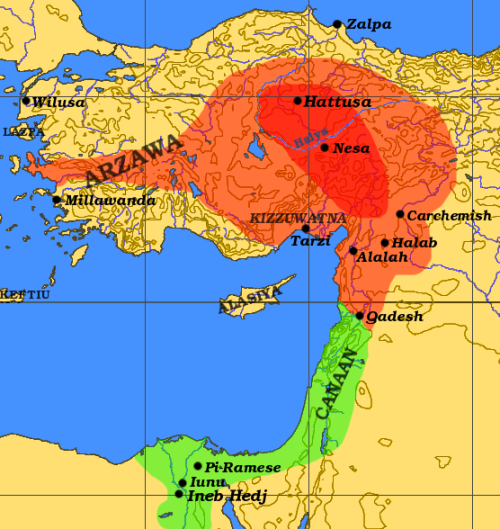
امپراتوری هیتی (قرمز) در اوج قدرت خود در حدود ۱۲۹۰ قبل از میلاد. در مجاورت امپراتوری مصر (سبز)

پادشاهی هیتی خود را در پیرامون سرزمین خاتوشا و نِشا که به عنوان سرزمین حتی (URU Ha-at-ti) شناخته می‌شود، متمرکز کرد. از زمانی که خاتوسا پایتخت شد، منطقه محصور به خم رودخانه هالیس هسته امپراتوری در نظر گرفته شد و برخی از قوانین هیتی‌ها بین این سوی رودخانه و آن سوی آن تمایز قائل می‌شدند، برای نمونه پاداش برای کسی که برده‌ای فراری را پس از گذر از رودخانه می‌گرفت بیشتر بود تا پاداشِ گرفتار کردن برده فراری قبل از رسیدن به رودخانه.
در جنوب منطقه مرکزی هستی‌ها، قلمرو کیزوواتنا در منطقه توروس قرار داشت. در غرب ارزوا. در شمال، قبایل کوهستانی کاسکا نشیمن داشتند. کاسکاها غیرهندواروپایی بودند و احتمال می‌رود که با مردم قفقازی ازجمله چرکسی‌های امروزی همریشه بوده باشند. کاسکاها در طول دوره هیتی‌ها سرکش باقی ماندند و مانع گسترش قلمرو هیتی به سمت شمال گشتند. در سوی شرق هیتی‌ها، مردم میتانی سکونت داشتند. میتانی‌ها از تباری مرتبط با اورارتوها بودند اما تحت نفوذ فرهنگ هندو-آریایی قرار داشتند. پس از الحاق ارزوا و میتانی (در زمان سوپلولیومای اول)، حوزه نفوذ هیتی‌ها تحت رهبری مرسیلی دوم از شرق با هایاسا آزی، از غرب با آهیواوا، از جنوب با کنعان مصر و از جنوب شرقی با آشور هم‌مرز شد.

## تاریخ
پادشاهی قدیم هیتی‌ها، در اطراف خاتوسا در عصر برنز، در قرن ۱۶ قبل از میلاد به اوج خود رسید. ساکنان آن در برهه‌ای حتی موفق به غارت بابل شدند، اما هیچ حرکتی برای تثبیت حکومت خود در آنجا انجام ندادند. در عوض، آنها تصمیم گرفتند که قدرت را به متحدان کاسی که به مدت ۴۰۰ سال فرمانروای بابل باقی ماندند، واگذار کنند. در درازای سده ۱۵ پیش از میلاد امپراتوری هیتی دوره تاریکی را تجربه کرد اما از حدود ۱۴۰۰ قبل از میلاد دوباره تحت حکومت تودهالیای یکم. احیا شد.
تحت سوپیلولیومای اول و مورسیلی دوم، امپراتوری هیتی تقریباً به تمام آناتولی و بخش‌هایی از سوریه و کنعان گسترش یافت به طوری‌که در حدود ۱۳۰۰ قبل از میلاد هیتی‌ها با قلمرو نفوذ مصر هم‌مرز شدند که نتیجه آن نبرد معروف کادش در سال ۱۲۷۴ قبل از میلاد بود. جنگ‌های داخلی و ادعاهای رقیب بر تاج و تخت، همراه با تهدیدهای خارجی، احتمالاً از جمله تهدید از جانب مردم دریا، هیتی‌ها را تضعیف کرد. حدود ۱۱۶۰ قبل از میلاد امپراتوری هیتی سقوط کرد. کاوش‌های باستان‌شناسی نشان داده‌است که پایتخت آن یعنی خاتوشا ویران نشده بود، بلکه در قرن سیزدهم متروکه شده‌است.
امپراتوری قدیمی هیتی پس از آن به مجموعه‌ای از ایالت‌های کوچک فروپاشید که اصطلاحاً ممالک نوهیتی نامیده می‌شوند. این ایالت‌ها که دیگر در سیطره یک دولت مرکزی یا نیروهای خارجی نبودند به صورت مملکت‌های مستقل عمل می‌کردند. دولت-شهرهای نوهیتی در نهایت تابع حکومت آشور شدند و وجود آنها تا حدود ۷۰۰ سال قبل از میلاد ادامه یافت.
گویش‌های هیتی و لووی به مروز زمان تبدیل به زبان‌های لیدیایی، لیکیایی و کاریایی شدند. بقایای این زبانها تا دوران ضمیمه شدن آناتولی به ایران هخامنشی زنده بود، اما بعدها تحت تأثیر عصر یونانی‌مآبی از بین رفت.
خط میخی هیتی در زمان سلسله سوم اور ایجاد شد و آثار آن تنها در سوریه یافت شده‌است که نشان می‌دهد این منطقه در حوزه نفوذ هیتی‌ها قرار داشته‌است.

## دوره‌ها
پادشاهی هیتیایی به سه دوره قراردادی تقسیم شده‌است:
- پادشاهی قدیمی هیتیایی. ۱۷۵۰–۱۵۰۰ پ. م
- پادشاهی میانی هیتیایی. ۱۵۰۰ پ. م- ۱۴۳۰ پ. م در حدود ۱٬۵۹۵ پیش از میلاد هیتی‌ها بابل را اشغال و غارت می‌کنند.[۲]
- پادشاهی نوهیتیایی ۱۴۳۰–۱۱۸۰ پ. م

پس از ۱۱۸۰ پ. م امپراتوری هیتی در چندین دولت-شهر (نوهیتیایی)، مستقل تقسیم شد. نوهیتیایی، کشورهایی بودند که با زبان لوویان حرف می‌زدند و در سوریه عصر آهن، پس از سرنگونی امپراتوری هیتی سر برآوردند و تا اشغال شدن به دست کیمری‌ها بر پا بودند (۱۱۸۰ تا ۷۰۰ پیش از میلاد).

## اسطوره‌شناسی

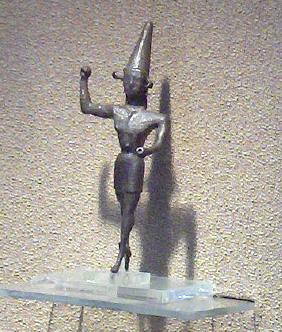
تندیسی از یک ایزد

دین و اساطیر هیتی تحت تأثیر افسانه‌های میان‌رودان قرار داست و این تأثیر با گذشت زمان بیشتر می‌شد. عناصر هندواروپایی را می‌توان در زمان‌های پیشین‌تر مشاهده کرد، برای مثال تارهانت خدای رعد و درگیری او با ماری به نام ایلویانکاس.
در متون آنها شواهدی وجود دارد که هیتی‌ها ایندرا، میترا و وارونا را می‌پرستیدند. کشف سند ازدواج به شکل سنگ نگاره در حدود ۱۳۵۰ پیش از میلاد در بغازکوی واقع در آناتولی، با ذکر نام پادشاه هیتی و حاکم میتانی که فرمانروایان سرزمین‌هایی هستند که مردم در آنجا به میترا-وارونا، ایندرا و اشوین‌ها متوسل می‌شوند و آن‌ها را می‌پرستند ظاهراً رسیدن موجی از اقوام هندو-ایرانی را به شمال غرب ایران تصدیق می‌کند.
هیتی‌ها همچنین به خدایان کوه و خدایان طوفان باور داشتند. در نوشته‌های یکی از اولین پادشاهان هیتی، پادشاه آنیتا، از خدای طوفان، تارو، به عنوان خدای برتر یاد شده‌است.
با این حال، گورنی از متون بغازکوی استنباط می‌کند که در آرینا خدای برتر ظاهراً ایزدبانوی خورشید، وروسما، بود که همسرش، ایزد آب و هوا، تارو، در جایگاه دوم قرار می‌گرفت. مزولا و هولا به عنوان دختر و زینتوهی به عنوان نوه آن‌ها ذکر شده‌اند. برخی از متون تشریفات مربوط به این الهه خورشید را توصیف می‌کنند و نشان می‌دهند که ملکه هم‌زمان کاهن اعظم این ایزدبانو بوده‌است. گورنی همچنین خاطرنشان می‌کند که پادشاهان هندواروپایی در ابتدا زیارتگاه‌های حتی را نگهداری می‌کردند و برای خود ادعای مقام کاهن اعظم منطقه را داشتند.
همچنین افسانه ای در مورد کشتن اژدها وجود دارد. پادشاه مورسیلیس دوم از برگزاری جشن خدای طوفان در چندین شهر یاد می‌کند. او همچنین در نامه‌ای به برگزاری بزرگ‌ترین جشنواره، با اندازه‌های مشابه، در پایتخت هیتی‌ها یعنی خاتوشا اشاره می‌کند. این جشن‌ها در آرامگاه ایزدبانو لیلوانیس ادامه یافت. در آنجا نبردی بین خدای طوفان و اژدهایی به نام ایلویانکاس برانگیخته شد. مرد جوانی به نام هوپیسایاس با الهه اینارا خوابیده بود و بدین وسیله قدرت کافی برای کمک به خدای طوفان در کشتن اژدها به دست آورده بود. این داستان مشابه داستان تیامات است که در آن قدرت الهه ای که توسط مردوک از قدرت کنار زده شده نمادینه شده‌است.
کلمه هیتی تاره (tarh) به معنای تسخیر است. در سانسکریت که با زبان هیتی از یک ریشه است، توره به معنی نیرو و همچنین نیرومند است. (در هند توره‌شاه لقب ایندرا بود). کلمه ثور و توروس در دیگر زبان‌های هندواروپایی نیز به معنای گاو نر به همین‌جا مربوط است. رشته کوه مرکزی در آناتولی توروس نام دارد که بلندترین قله آن توروس است. این کلمه می‌تواند با کوه‌هایی مانند هور، هور یا هرا نیز مرتبط باشد.

## سوزاندن
پادشاهان هیتی پس از مرگشان در اولین روز پس از مرگش سوزانده می‌شدند. شرح نسبتاً کاملی از مراسم مرگ سلطنتی هیتی‌ها (شالیش واشتایش) باقی مانده‌است که نشان می‌دهد خاکستر برای مدتی در یک گلدان نقره ای «هوپور» روی تختی در خانه‌ای سنگی گذاشته می‌شد. دقیقاً نمی‌دانیم بعد از آن چه اتفاقی می‌افتاد زیرا سند آسیب دیده‌است. می‌دانیم که این مراسم چهارده روز به درازا می‌انجامید و سرانجام خاکستر در محلی که در آن سر اسب‌ها و گاوها را می‌سوزاندند پراکنده می‌شد. هیتی‌ها بنابراین آرامگاه‌های سلطنتی نداشتند. در روز سوم مراسم، پیرزنی ترازو را برداشته تمام طلا، نقره و سنگ‌های قیمتی شاهزاده یا ملکه را در یک تشت می‌گذاشت، اما دوغاب سفالی (بی‌ارزش) را در تشت دیگر می‌نهاد. در پایان مراسم، او ترازو را می‌شکست و قطعات را به عنوان قربانی به سمت خدای خورشید نگه می‌داشت. ترازو در زمان قبل از پیدایش سکه‌های با وزن تضمین‌شده، نقش مهمی در پرداخت‌ها داشت. معنای دقیق این آیین مشخص نیست، اما گذرا بودن ثروت زمینی به وضوح از موضوعات آن است.

## تعطیلات عمومی

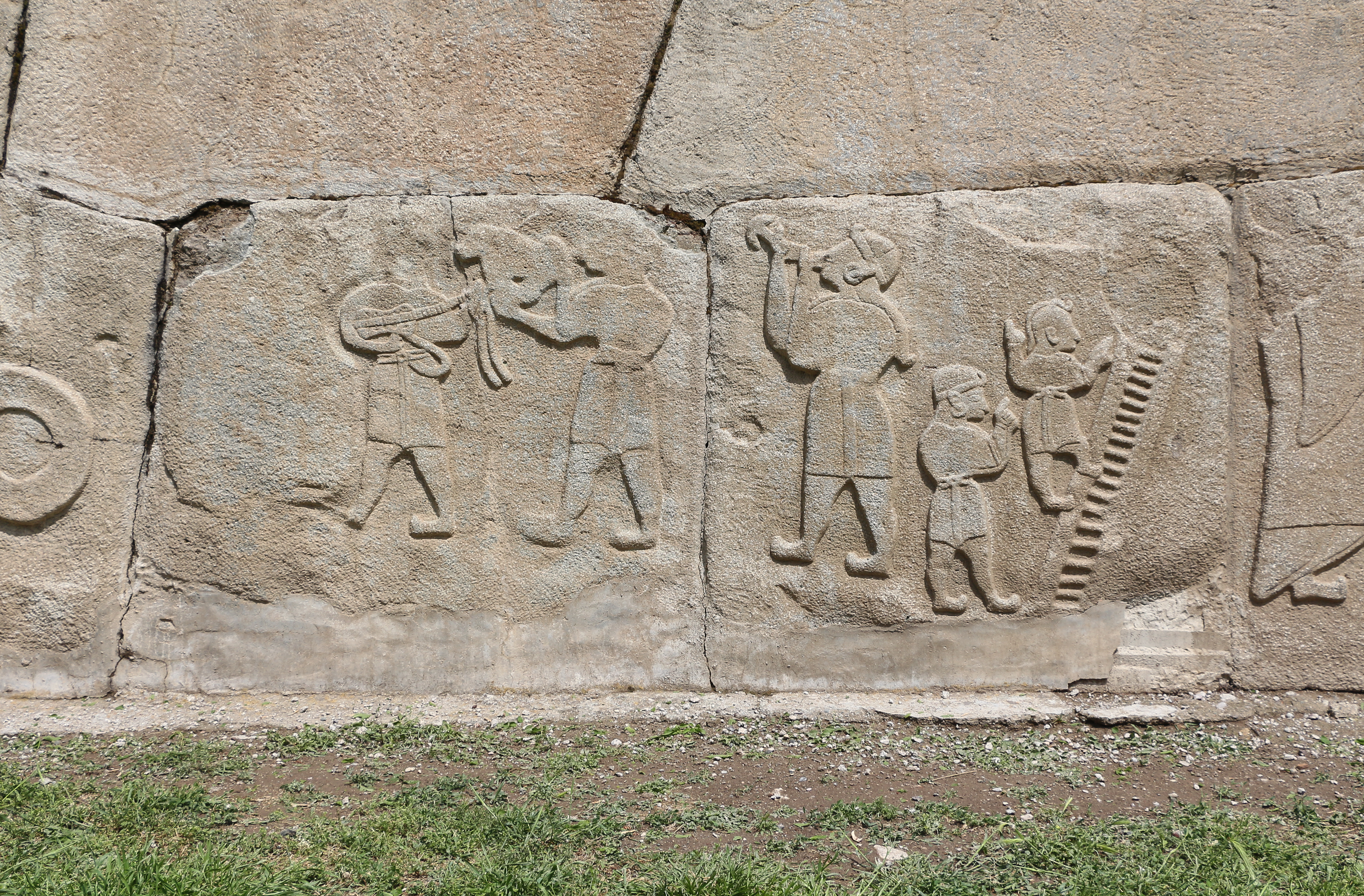
صحنه نردبان در آلاجاهویوق (کپی از نقش اصلی)

هیتی‌ها تقویمی با جشن و آیین‌های پرشمار، تا ۱۶۵ روز در سال، داشتند. برخی از این روزها به تلاش زیادی نیاز داشت، به ویژه روزهای خدای طوفان و الهه خورشید، و شامل موکب‌های سلطنتی بود که از پایتخت به زیارتگاهی در حومه شهر می‌رفتند. نقش برجسته‌های آلاجه‌هویوق یک زوج سلطنتی را نشان می‌دهد که همراه خود گروه نوازندگان، یک شمشیرخوار و دو مرد در حال انجام آکروباتیک با نردبان را دارند. صحنه‌های شکار با سگ‌هایی که شیر، ورزا، گراز و آهو را می‌کشند نیز متعلق به این نوع تصویرها است.

## هیتی‌های کتاب مقدس
همان‌طور که در بالا ذکر شد، اصطلاح هیتی‌ها یک نام مستعار است که از شخصیت عبری کتاب مقدس هِث گرفته شده‌است، که به دلیل شباهت آن به نام حتی و این واقعیت که گفته می‌شود هیتی‌های کتاب مقدس قدرت بزرگی هستند که در کوه‌ها و شمال کنعان واقع شده‌اند انتخاب شده‌است. از آنجایی که بر اساس فرضیه مستند، کتاب مقدس عبری مدت‌ها پس از سقوط امپراتوری هیتی نوشته شده‌است، برخی از محققان معتقدند که نام‌گذاری‌های کتاب مقدس به دولت‌شهرهای لوویی نوهیتی اشاره دارد. این نوهیتی‌ها که از ۱۲۰۰ ق. م در شمال سوریه می‌زیستند. پس از سقوط امپراتوری بزرگ هیتی در آناتولی، اشتراکات چندانی با آن نداشت و حتی به جای اکدی، به زبان دیگری، لوویی صحبت می‌کردند. آنها حدود ۴۰ بار در کتاب مقدس ذکر شده‌اند.
عیسو، نوه ابراهیم، با یک هیتی ازدواج کرد. و خود ابراهیم از افرون هیتی یک قطعه زمین با غاری بر روی آن خرید که بعداً در آنجا دفن شد.
برای ارجاع به هیتی‌ها در کتاب مقدس، در میان دیگران، نگاه کنید به: Gen. 10:15; 15:19-21; 23:3-20; 26:34; 36:1-3; نه ۱۳:۲۹; یوشع ۱:۲–۴; ۳:۱۰; ۱ کن. ۱۱:۱; دوم پادشاهان ۷: ۶–۷؛ ۲ کرون ۱:۱۷; ازک ۱۶:۳.

## فناوری
هیتی‌ها معروف به مهارتشان در ساختمان و استفاده کردن از ارابه و از پیشروان عصر آهن و ساخت مصنوعات از آهن بودند. در حدود ۱۴۰۰ پیش از میلاد، از مصنوعات آهنی در قلمرو هیتی‌ها در ارمنستان کنونی استفاده می‌شد که این به عنوان نخستین شواهد مصرف این عنصر است.
در اوایل، آناتولی منطقه‌ای بود که در آن تبادل فلزات و مواد دیگر فعالانه صورت می‌گرفت. هیتی‌ها در متون خود به ما اطلاع دادند که این مواد چیست و اغلب منشأ آنها چیست:
| ماده        | نگاشته به صورتِ              | خاستگاه            |
| ----------- | --------------------------- | ------------------ |
| طلا         | KÙ.Gi یا GUŠKIN             | شهر پیروندومیا     |
| نقره        | KÙ.BABBAR                   | کوزا               |
| لاجورد      | NA4.ZA.GÌN                  | کوه تکنیارا        |
| رخام گچی    | NA4.AŠ. ŠIR.GAL             | کشور کانیشا        |
| بلور کوهی   | NA4.DU8. ŠÚ.A               | سرزمین عیلام       |
| بازالت      | NA4Kunkunuzzi یا NA4ŠU.U-zi | از زمین            |
| آهن شهاب‌سنگ | AN.BAR.GE6 nepišaš          | از بهشت            |
| مس          | URUDU ku(wa)nnan            | کوه تاگاتا در قبرس |
| برنز        | ZABAR                       | کوه تاگاتا در قبرس |

## برای مطالعهٔ بیشتر
- Trevor Bryce, Life and Society in the Hittite World,Oxford (2002).
- Trevor Bryce, The Kingdom of the Hittites, Oxford (1999).
- C. W. Ceram, The Secret of the Hittites: The Discovery of an Ancient Empire. Phoenix Press (2001), ISBN 1-84212-295-9.
- Hans Gustav Güterbock, Hittite Historiography: A Survey, in H. Tadmor and M. Weinfeld eds. History, Historiography and Interpretation: Studies in Biblical and Cuneiform Literatures, Magnes Press, Hebrew University (1983) pp. 21–35.
- J. G. Macqueen, The Hittites, and Their Contemporaries in Asia Minor, revised and enlarged, Ancient Peoples and Places series (ed. G. Daniel), Thames and Hudson (1986), ISBN 0-500-02108-2.
- George E. Mendenhall, The Tenth Generation: The Origins of the Biblical Tradition, The Johns Hopkins University Press (1973), ISBN 0-8018-1654-8.
- Erich Neu, Der Anitta Text, (StBoT 18), Otto Harrassowitz, Wiesbaden (1974).
- Louis L. Orlin, Assyrian Colonies in Cappadocia, Mouton, The Hague (1970).
- The Hittites and Hurrians in D. J. Wiseman Peoples of the Old Testament Times, Clarendon Press, Oxford (1973).
- Gurney, O.R. The Hittites Penguin, 1952
- Margarete Riemschneider, Helmuth Th. Bossert (Ed.), De wereld der Hethieten - Grote culturen der Oudheid, Uitg. Mij. Holland, Amsterdam 1958